# Netbook
En netbook eller minibärbar är en mindre modell av en bärbar dator, som utformats så att den är lätt att förflytta. Bildskärmen är ofta omkring 7–10 tum, den har ett komplett tangentbord och väger vanligtvis omkring ett kilo eller mindre. Den är konstruerad för mindre krävande användning såsom kontorsprogram och internetanvändning.

## Historia
Netbook användes från 1999 som namn på en bärbar liten dator från Psion. År 2008 återanvände Intel namnet för bärbara datorer med små yttermått, som var avsedda för internetsurfning och enklare datoranvändning, vilka var vanliga kring år 2010. Därefter kom benämningen ultramobil från 2012, vilken syftar på en tunnare lättviktsmodell, exempelvis Intels Ultrabook och Microsoft Surface.

## Galleri

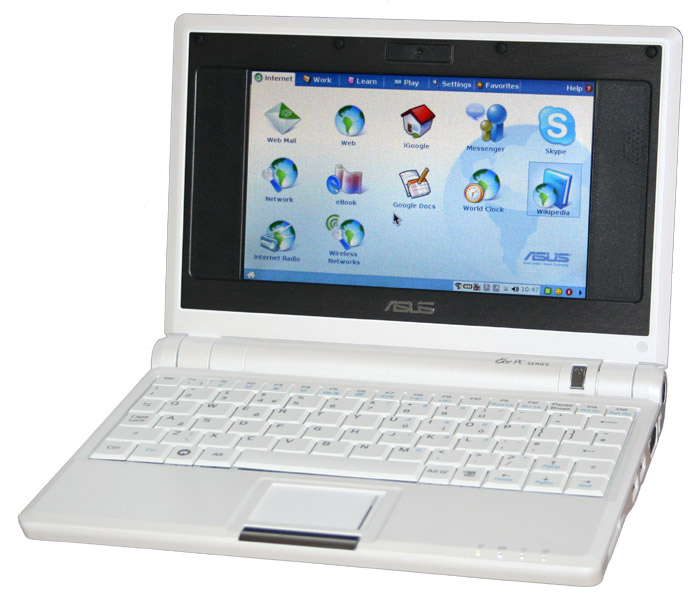
ASUS Eee PC 700
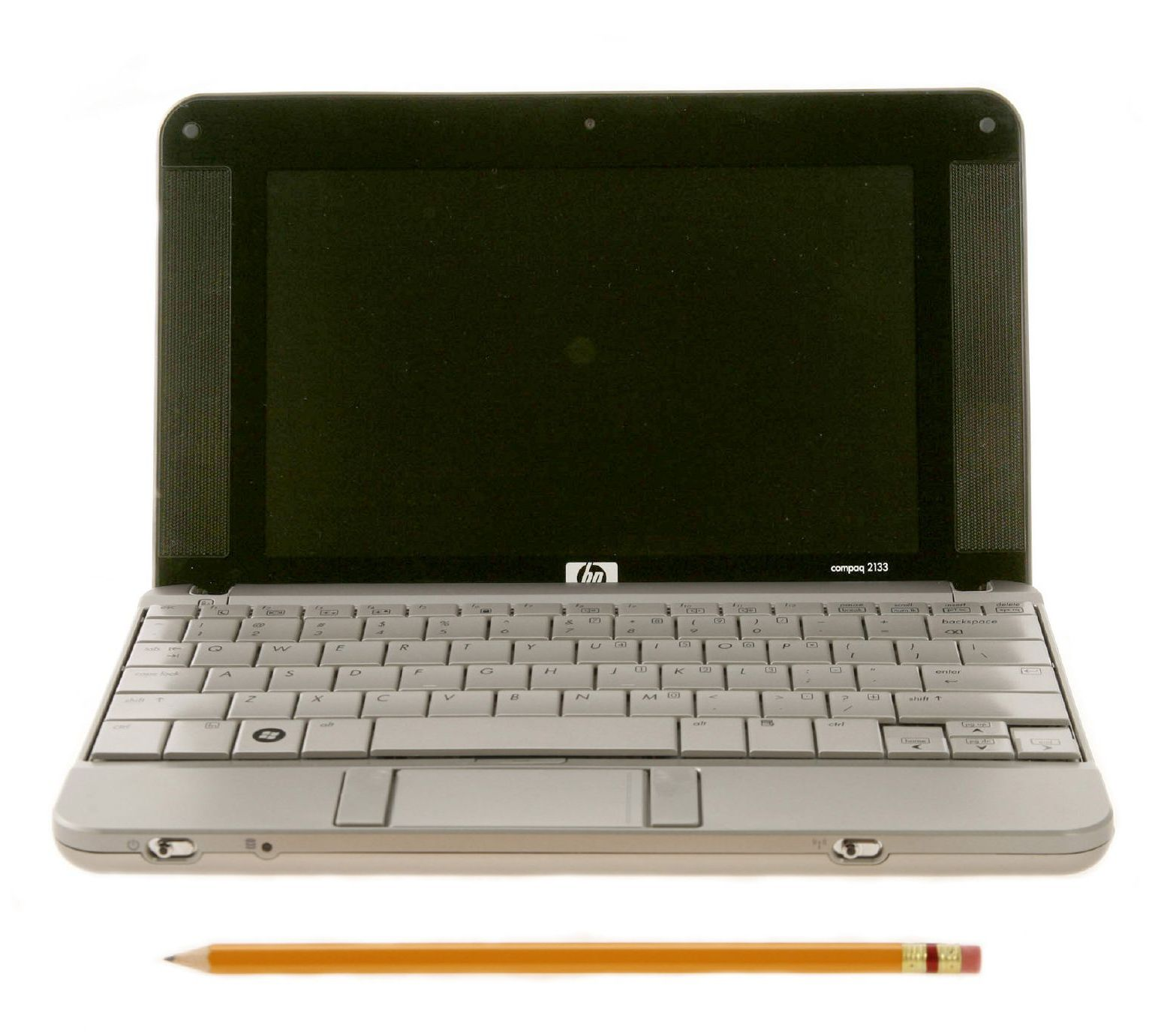
HP 2133 Mini-Note PC
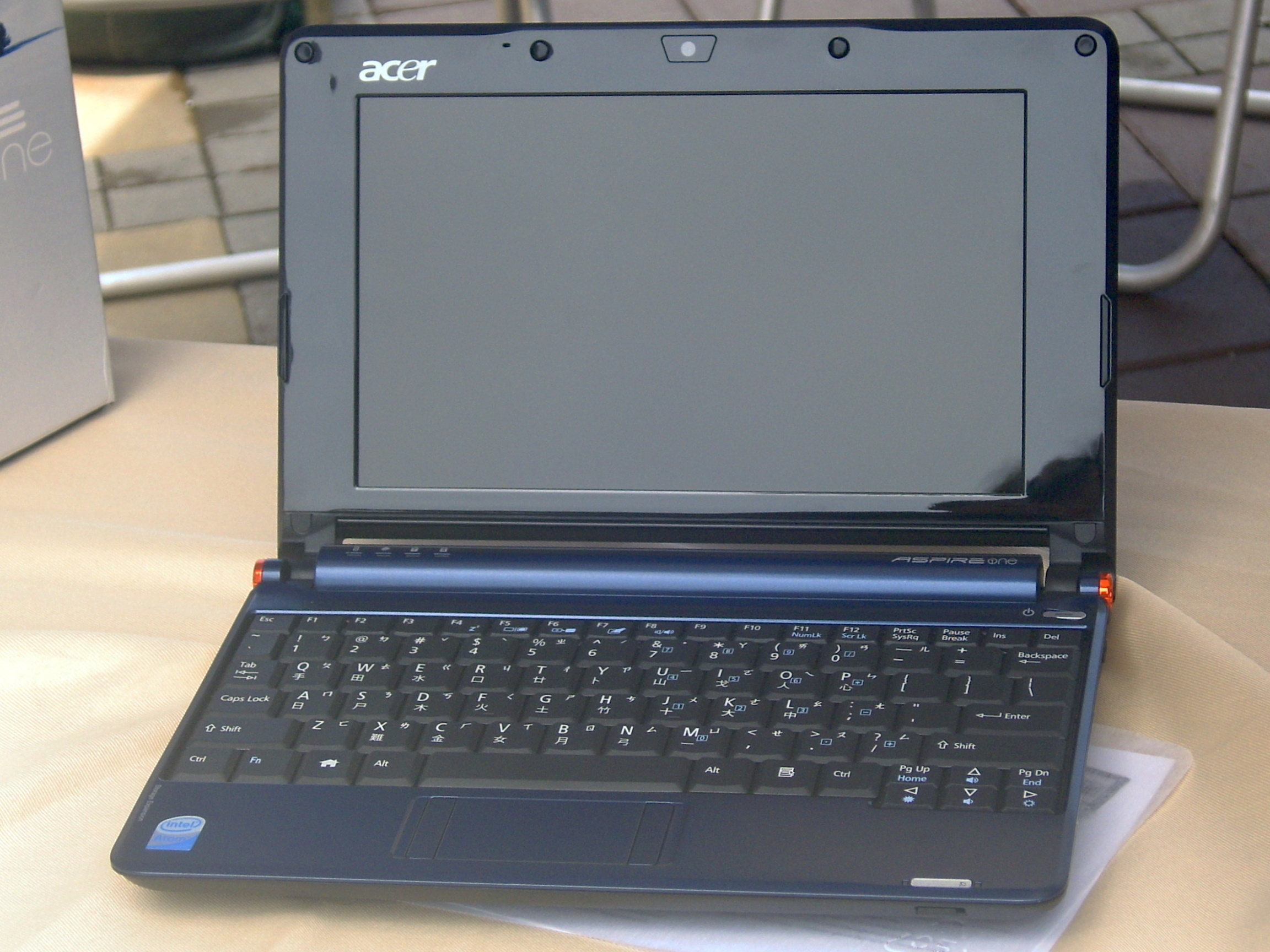
Acer Aspire One
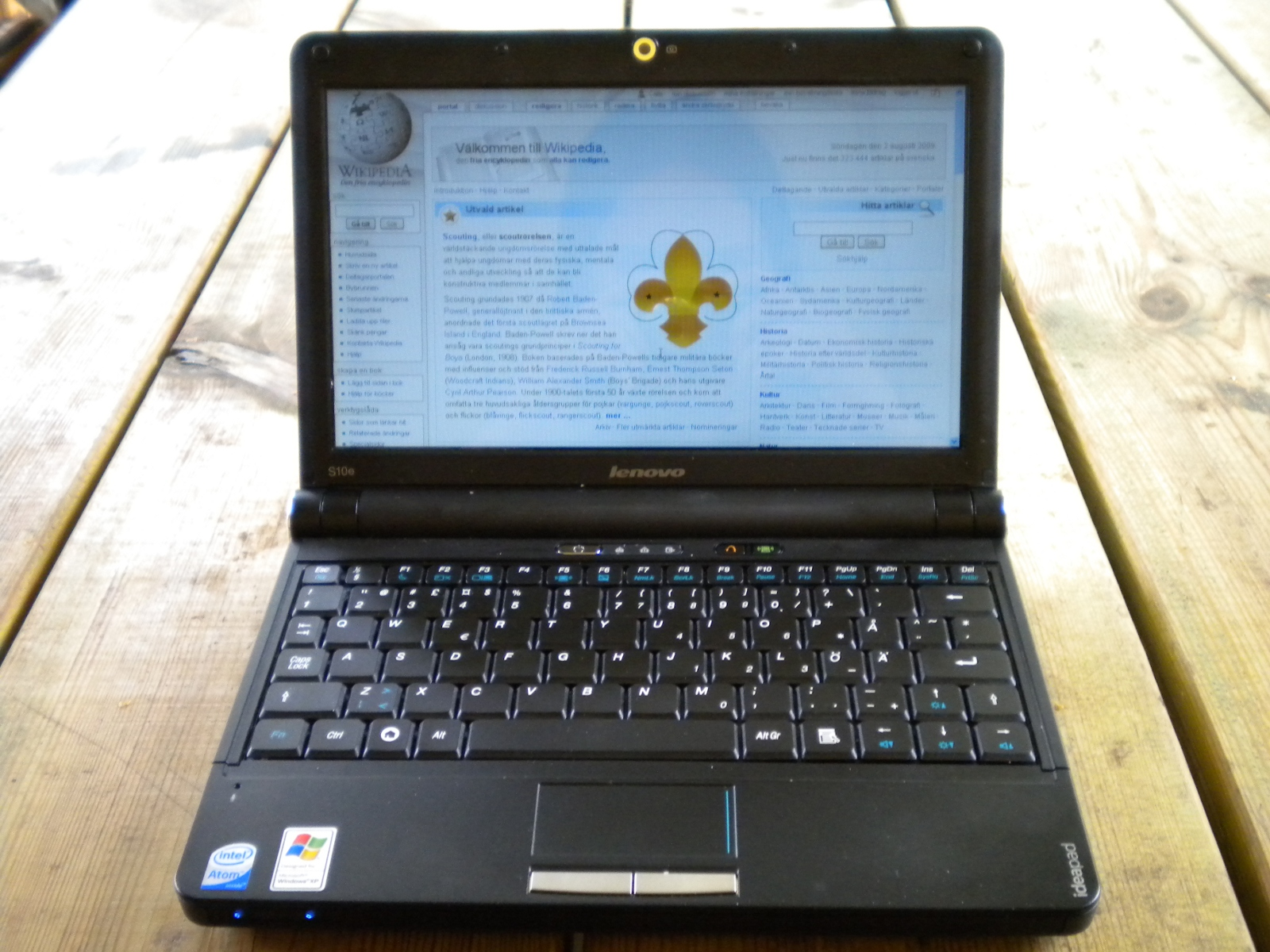
Lenovo IdeaPad S10e
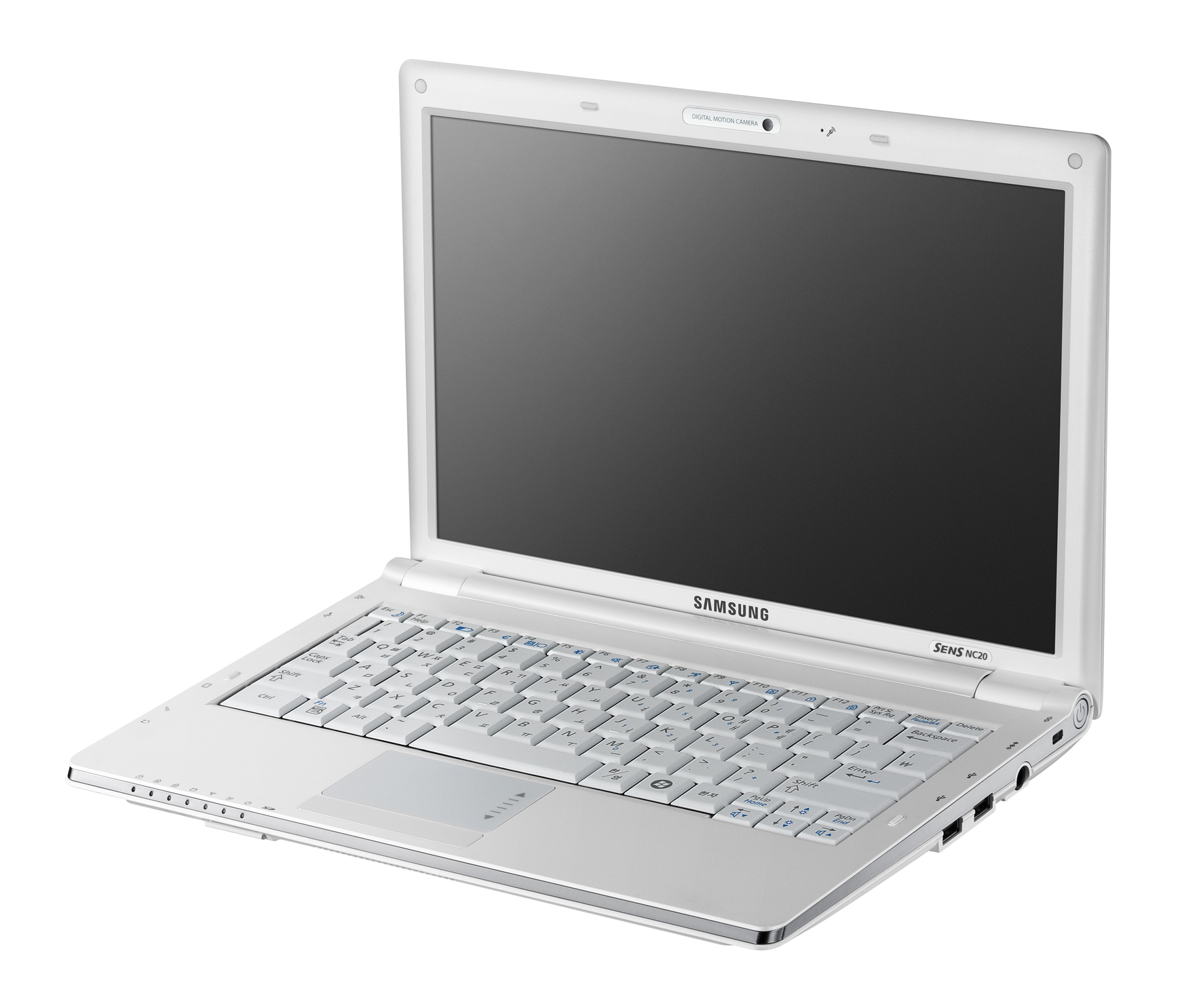
Samsung NC20
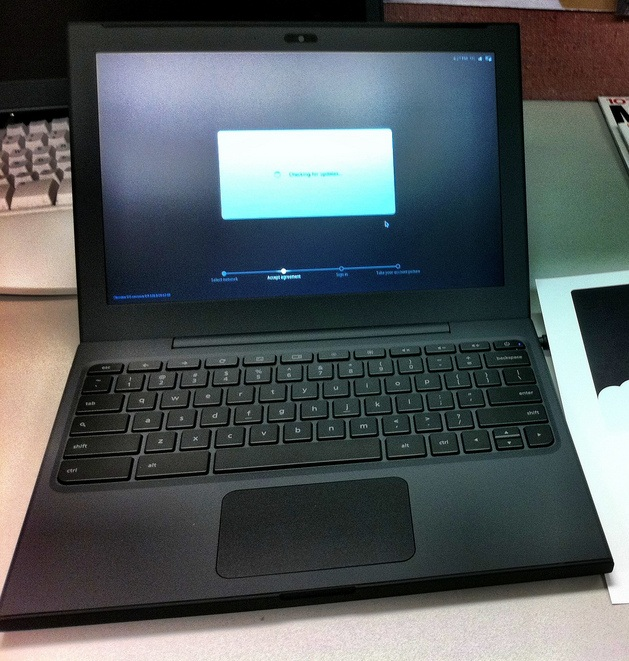
Google Chrome Cr-48